# ホンダワラ
ホンダワラ（馬尾藻、神馬藻、穂俵、学名：Sargassum fulvellum）は、褐藻綱ホンダワラ科ホンダワラ属の海藻の1種である。同じホンダワラ科には、ヒジキやアカモクが挙げられる。日本の本州（主に青森県日本海側､宮城県以南）､四国北部､九州北部に分布する。古くは、なのりそ（莫告藻）とも呼ばれた。

## 形態・生態
海藻の中では最も複雑な形態をしており、体は付着器、茎、主枝（しゅし）、葉、気胞（きほう）などに分化している。柔軟質で、葉は披針形をしており切れ込みを持つ点が特徴である。楕円や倒卵形の気泡を有することにより、海水中で浮力を得て流れ藻となる。

## 利用
古くから肥料、飾り物として用いられていた。また、食用としての利用もされてきた経緯があり、日本では、酢の物や味噌汁の具などとして利用される場合もある。丹後地方では「ジンバ」と呼ばれる。ブダイ、クロダイなどの釣り餌としても用いられることもある

## 研究
バイオマスエタノールの生産の原料としてホンダワラを使用する構想が存在する。これが実現すれば、燃料の使用によって起きている地球大気中の二酸化炭素濃度増加を防ぐ効果の他に、富栄養化した海洋の浄化にも貢献できると期待されている。また、ホンダワラは食用海藻であるとは言え、サトウキビやトウモロコシなどを原料として作るバイオマスエタノールと比べて、陸上の農地を必要としないことから、食糧生産との競合の回避につながると考えられている。なお、この他にホンダワラと同様の効果が期待できるバイオマスエタノールの原料としては、アオサが挙げられる。

## 文学
ホンダワラの古称のなのりそは、和歌の中で「なのりその」を「名」や「名告（なの）る」に係る序詞とされた。